# Lukáš Dlouhý
Lukáš Dlouhý (Písek, 9 de Abril de 1983) é um tenista profissional da República Tcheca.
Tenista tcheco, especialista em duplas, parceiro do indiano Leander Paes, juntos já foram campeões de 2 Grand Slams, em Roland Garros e no US Open em 2009. Lukáš Dlouhý conquistou 7 títulos de duplas, dois deles no Brasil Open de Tênis, seguidos em 2006 e 2007. Seu melhor ranking na carreira foi número 5 do mundo em duplas. 

## Conquistas

### Duplas
- 2006 Brasil Open de Tênis, Costa do Sauípe com Pavel Vízner  Chéquia
- 2006 Estoril Open, Portugal, com Pavel Vízner  Chéquia
- 2007 Brasil Open de Tênis, Costa do Sauípe com Pavel Vízner  Chéquia
- 2007 ATP de Umag, Croácia com Michal Mertinak  Eslováquia
- 2008 Thailand Open, Bangkok com Leander Paes  Índia
- 2009 Roland Garros, Paris com Leander Paes  Índia

## Ligações Externas
- Perfil na ATP`(em inglês)